# Bandera de Norte de Santander
La bandera de Norte de Santander es uno de los símbolos del departamento colombiano de Norte de Santander. Fue aprobada oficialmente por medio de la Ordenanza N.º 08 del 27 de noviembre de 1978.

## Disposición y significado de los colores
Según la Ordenanza N.º 08, la bandera tendría las mismas proporciones que la Bandera de Colombia y estaría compuesta por dos franjas horizontales de igual longitud, la superior de color rojo y la inferior de color negro, con cuatro estrellas que forman un rombo, una en el centro de cada banda, y las otras dos en la línea que divide los colores. Cada uno de estos componentes tiene su propio significado:
- El color rojo simboliza el heroísmo y la sangre de los patriotas.

- El color negro simboliza el petróleo que es extraído en la región.

- Posee 4 estrellas de oro que aparecen sobre las dos franjas, las 3 inferiores representan a las tres provincias segregadas del Departamento de Santander para crear el Departamento de Norte de Santander: Cúcuta, Pamplona y Ocaña, la restante, superior, indica el Norte como punto cardinal representando la situación geográfica del departamento.